# شنگائو
شنگائو (به لاتین: Shengao) یک شهرک در جمهوری خلق چین است که در بخش جیانگیان واقع شده‌است. شنگائو ۵۶ کیلومتر مربع مساحت و ۴۱٬۰۰۰ نفر جمعیت دارد و ۴ متر بالاتر از سطح دریا واقع شده‌است.